# Cosmosoma perfenestratum
Cosmosoma perfenestratum är en fjärilsart som beskrevs av Dyar 1899. Cosmosoma perfenestratum ingår i släktet Cosmosoma och familjen björnspinnare. Inga underarter finns listade i Catalogue of Life.